# Nenad Jestrović
Nenad Jestrović (in serbo Ненад Јестровић?; Belgrado, 9 maggio 1976) è un ex calciatore serbo, di ruolo attaccante.

## Carriera
Cresciuto nelle giovanili del Radnički Obrenovac, debutta da professionista nel 1994 nelle file dell'OFK Belgrado, dove mette in mostra le proprie doti, tanto da suscitare l'interesse di diversi club europei, prima fra tutti il Bastia, da cui viene ingaggiato all'inizio della stagione 1997-1998. Rimane un solo anno in Corsica, e poi passa al Metz, dove resta per due stagioni, senza trovare una continuità di rendimento.
Nell'estate del 2000 passa all'R.E. Mouscron, dove mette a segno ben 20 gol in 25 partite disputate. Viene ingaggiato dal più titolato club belga, l'Anderlecht, con cui vince un campionato belga, e personalmente, il titolo miglior marcatore del campionato belga 2004-2005.
Nel gennaio del 2006 si trasferisce negli Emirati Arabi Uniti, all'Al Ain, dove, al debutto, segna il 10.000º gol nella storia del campionato degli Emirati Arabi Uniti. Passa poi per alcuni mesi all'Al-Nasr Sports Club. All'inizio della stagione 2007-2008 ritorna in Serbia, alla Stella Rossa, ma a fine campionato passa al Kocaelispor.

## Palmarès

### Club

#### Competizioni nazionali
- Campionato belga: 2

Anderlecht: 2003-2004, 2005-2006
- Supercoppa del Belgio: 1

Anderlecht: 2001

#### Competizioni internazionali
- Coppa Intertoto UEFA: 1

Bastia: 1997

### Individuale
- Capocannoniere della Coupe de la Ligue: 1

1998-1999 (4 gol)
- Capocannoniere della Division I: 1

2004-2005 (18 gol)
- Capocannoniere della SuperLiga: 1

2007-2008 (13 gol)